# Комична научна фантастика
Комична научна фантастика је под-жанр из меке научне фантастике или научне фантастике који користи жанр фантастике за ефекат комедије. Комична научна фантастика често руга или исмева стандарде меке научне фантастике, као нпр. ванземаљска инвазија на Земљу, међузвездану путовање, или футуристичка технологија.

## Историјат
Рани пример је била серија Пит Маникс од Хенриа Катнера и Артура К. Барнса (понекад пишу заједно, а понекад засебно, под именом Келвин Кент).
Серија Прича о узбудљивом чуду је објављена крајем 1930-их и почетком 1940—их година, у серији је приказан карневалски баркер који путује кроз времене и који користи своје способности за излазак из невоља.
Две следеће серије су утврдиле Катнерову репутацију као једног од најпопуларнијих писаца комичне научне фантастике: 
- Галефтер серија (о пијаном проналазачу и његовом нарцисоидном роботу) и
- Хогбен серије (о породици мутаната хилбилис).

Прва комична научна фантастика се појавила у Аналогној научној фантастици и чињеницама у 1943. и 1948, а друга комична научна фантастикасе појавила у Прича о узбудљивом чуду, крајем 1940-их.